# James 500cc-modellen

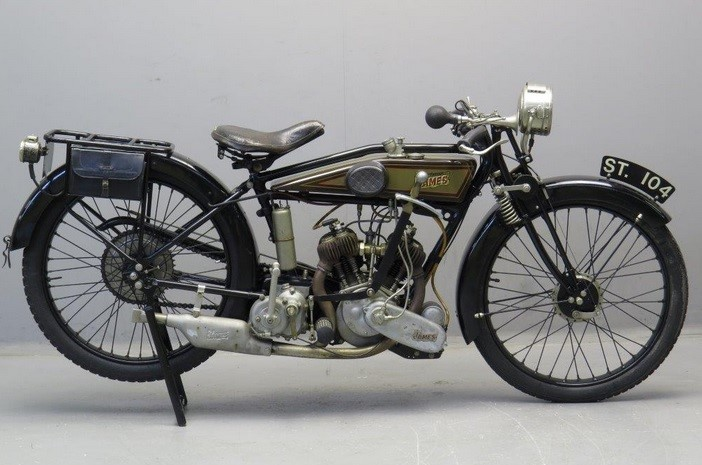
James Model 12 3½ HP uit 1926. In dat jaar kon men al elektrische verlichting kopen, maar deze machine heeft nog een carbidlamp voor.

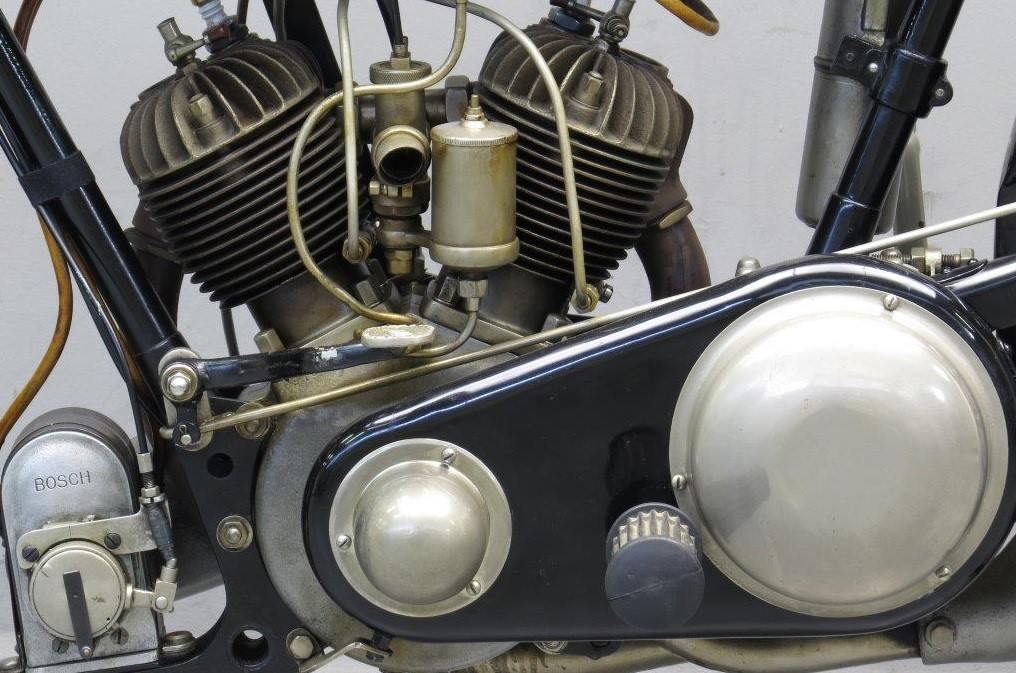
De zijklep-V-twin uit 1926. Links zit de Bosch ontstekingsmagneet, voor het blok. In de kettingkast van de primaire aandrijving is een sleuf gefreesd omdat de voetsteunen in hoogte verstelbaar waren.

De James 500cc-modellen vormen een serie 500cc-motorfietsen die het Britse merk James produceerde van 1914 tot 1935. De modellen werden ook wel "Twin Jimmy" genoemd. 

## Voorgeschiedenis
James uit Birmingham was in 1909 begonnen met de productie van het bijzondere Safety Model, met enkelzijdige wielophanging en naafbesturing. In 1911 ging men ook meer conventionele motorfiets leveren, de 558cc- eencilinder-James 3½ HP-modellen, die zowel als toermodel, sportmodel en zelfs als complete zijspancombinatie geleverd werden. In 1915 faseerde deze serie uit: de taak als toermotor en zijspantrekker werd overgenomen door de eencilinder 600cc-James 4½ HP-modellen en de sportieve rijders kregen nieuwe 500cc-V-twins. 

## 500cc-modellen

### 1914-1922: Model 7 Twin Solo 3½ HP en Model 7a Tourist Trophy 3½ HP
In 1914 verscheen het Model 7 Twin Solo, met een eigen James 50º V-twin. De naam "Solo" duidt er mogelijk op dat de machine niet geschikt werd geacht als zijspantrekker, die functie was bekleed door het Sidecar Model, maar werd overgenomen door het 600cc-Model 5 4½ HP. Het Model 7 was bedoeld als sportmotor, maar had in tegenstelling tot haar voorgangers (de TT-modellen) volledige kettingaandrijving en een voetgeschakelde drieversnellingsbak. Klanten konden kiezen uit carburateurs van Brown & Barlow, Amac of Senspray. De Twin Solo had een Lycett-panzadel, treeplanken en een kickstarter. De flattank bevatte 7 liter benzine, maar in een apart compartiment ook nog ruim 1 liter olie voor de total loss smering met handpomp. De machine had een voorwiel- en een achterwielstandaard, een drieversnellingsbak met koppeling en kickstarter, kettingkasten om de primaire- en de secundaire ketting, een transmissiedemper in de achternaaf, een bagagedrager met gereedschapstasjes en treeplanken. Het open wiegframe was zwart gelakt, de tank bruin met rode en goudkleurige biezen. In 1916 werd de productie onderbroken vanwege de Eerste Wereldoorlog, maar in 1917 werd ze hervat zonder wijzigingen. Die kwamen pas in 1920, toen de tank iets groter werd (9 liter, met 1,1 liter olie) en alleen nog de Amac-carburateur geleverd werd. Ook had de machine een panzadel, wellicht uit eigen productie. In 1922 werd de dummy belt rim brake op het achterwiel vervangen door een bandrem. Het oliecompartiment in de tank werd vergroot tot 2,2 liter en nu was er zeker een "James patent"-panzadel gemonteerd. De kettingkasten werden lichter en makkelijker te demonteren. Toeristisch ingestelde klanten konden zonder meerprijs kiezen voor een meer op toeren gerichte gearing. De machine bleef tot 1922 in productie, die in 1916 op last van het War Office moest worden onderbroken om materiaal (staal en rubber) te sparen voor de oorlogsproductie. James leverde in die periode wel machines aan de Belgische, Franse en Russische troepen. 

#### Brooklands engine
In het laatste productiejaar konden klanten tegen betaling van 12 pond extra een speciale, snelle motor kopen. Bij deze motor kreeg men een certificaat dat garandeerde dat de motor op Brooklands een snelheid van ten minste 65 mijl per uur (104,6 km/h) had gehaald. 

#### Model 7a Tourist Trophy
Er was ook een Model 7a Tourist Trophy, waarover niets bekend is. Wel namen er in 1914 voor het eerst James-motorfietsen deel aan de Tourist Trophy van Man, maar met weinig succes: T. Pollock werd zeventiende in de (500cc) Senior TT, net geen half uur achter winnaar Cyril Pullin met een Rudge. Dat moet met een Model 7a Tourist Trophy geweest zijn, want de andere James-modellen hadden een te grote cilinderinhoud. 

### 1923-1928: Model 12 3½ HP
1923
In 1923 werd het Model 7 pas opgevolgd door het Model 12. Technisch was er niet veel gewijzigd: de tank was groter (9 liter) en bevatte ook een groter smeeroliecompartiment (2,2 liter in plaats van 1,1 liter). De machine kreeg aanvankelijk een bandrem in het achterwiel, maar ook een verstelbaar stuur, waardoor het in de laagste stand leek op de Brooklands drops, maar in de hoogste stand een comfortabele toerhouding verzorgde. Het zadel was echter een James "racing type"-panzadel. De kettingkasten werden nog lichter, de achterste was zelfs open. Het sportieve aspect werd nog versterkt door de toepassing van voetsteunen en de bovenste framebuis liep aan de achterkant af om het sportzadel laag te kunnen plaatsen. De machine kostte 75 pond. De kleuren werden iets gewijzigd: de tank had twee kleuren bruin. 
1924
In 1924 werd de transmissiedemper verplaatst van het achterste naar het voorste kettingtandwiel, waarschijnlijk omdat der in de achternaaf een trommelrem werd geplaatst, evenals in het voorwiel. De prijs was gedaald naar 70 pond. 
1925
In 1925 werden ook de voetsteunen verstelbaar. De machine werd geleverd met een Amac-carburateur, maar tegen meerprijs konden klanten kiezen voor een carburateur van Mills. De uitlaatdemper was van aluminium en de machine had weer een zadel van Terry. De prijs was gedaald naar 68 pond. Voor 12 pond konden klanten een Lucas magdyno bestellen. Die kon niet alleen de ontsteking aansturen, maar ook eventuele elektrische verlichting van stroom voorzien. 
1926
In 1926 werd de machine opnieuw goedkoper: 60 pond, met Lucas magdyno 70 pond. 
1926
In 1927 werd de transmissiedemper verplaatst naar de koppeling. De Mills-carburateur was niet meer leverbaar, maar als optie kon men een Villiers-two levercarburateur laten monteren. De machine kon nog steeds worden geleverd met een aparte zijspangearing. Dat werd belangrijker omdat de 750cc-zijspantrekker Model 10 uit productie ging. 
1928
In 1928 werd het Model 12 flink gewijzigd, omdat James de flattanks begon te vervangen door zadeltanks waarvoor ook wijzigingen aan de frames nodig waren. De bagagedrager kwam te vervallen en daardoor ook de gereedschapstasjes, die nu werden vervangen door een kastje tussen de framebuizen onder het zadel. De zadeltank was wel wat kleiner en bevatte 8 liter benzine en 2 liter smeerolie. De prijs was 56 pond, maar nu kon de machine kant en klaar worden geleverd met twee verschillende Lucas-verlichtingssets: een set voor een solomachine voor 5 pond en een set voor een zijspancombinatie voor 6 pond 

#### 1924: Model 12 3½ HP De Luxe
Het Model 12 3½ HP De Luxe verscheen in 1924 en kostte 73 pond, 3 pond meer dan de standaardversie. De "Luxe" bestond dan ook slechts uit een snel uitneembaar achterwiel. 

### 1929: Model A1 Deluxe Super Sports, Model A2 Deluxe Sports, Model A3 Standard Sports en Model A10 Special Speedway
In 1929 veranderde James alle modelnamen. Ze kregen nu een letter die correspondeerde met het jaar van productie: "A" voor 1929, "B" voor 1930 enz. Toch was het niet zo dat het Model 12 alleen van naam veranderde. Alle motoren werden licht gewijzigd met een 0,5 mm langere slag. Er kwamen vier typen, waarvan twee met een kopklepmotor. Het Model A1 Deluxe Super Sports had zo'n motor, maar kreeg ook een Binks-carburateur die geschikt was voor bediening door een twist grip, waardoor de bedieningsmanette op het stuur verviel. De machine kreeg verder twee fishtail pipes, verstelbare voetsteunen, vier versnellingen met een meervoudige droge platenkoppeling, een stuurdemper, een snelheidsmeter die door de versnellingsbak werd aangedreven, voor- en achterwielstandaard, de nieuwe James-patent voorvork met frictiedempers, tankpads, een set boordgereedschap en een bandenpomp. De kleur van de tank veranderde ook: crème met een zwarte omlijsting. De bagadrager was slechts als optie leverbaar. Het Model A2 kreeg dezelfde aanpassingen, maar behield de zijklepmotor en kreeg een snel verwijderbare bagagedrager. Het Model A3 leek nog het meest op het oorspronkelijke Model 12. Het behield de zijklepmotor, kreeg wel een Binks-carburateur maar mogelijk nog geen twist-grip gashandvat. Ook had het nog steeds slechts drie versnellingen en iets kleinere trommelremmen (6 inch i.p.v. 7 inch). Het kreeg wel de afneembare bagagedrager, tankpads, boordgereedschap en bandenpomp. Het Model A10 Special Speedway verscheen een jaar nadat Douglas haar SW 5-speedwaymachine had uitgebracht. Douglas had haar machine nog voorzien van een trommelrem in het voorwiel, zodat coureurs in staat waren over de openbare weg naar de wedstrijden te rijden. James deed dat niet: haar speedwaymachine had geen remmen, slechts één  versnelling, geen voorspatbord, een ingekort achterspatbord, uitlaten zonder dempers die recht naar achteren wezen en alleen een beschermplaat aan de voorste framebuis om het motorblok tegen opspattend gravel te beschermen. De machine had een enorm groot achtertandwiel om een zo groot mogelijke trekkracht te verkrijgen. Ze was helemaal zwart gespoten. 

### 1930: Model B1 Deluxe Super Sports, Model B2 Deluxe Super Sports, Model B3 Sports Standard Twin en Model B6 Special Speedway

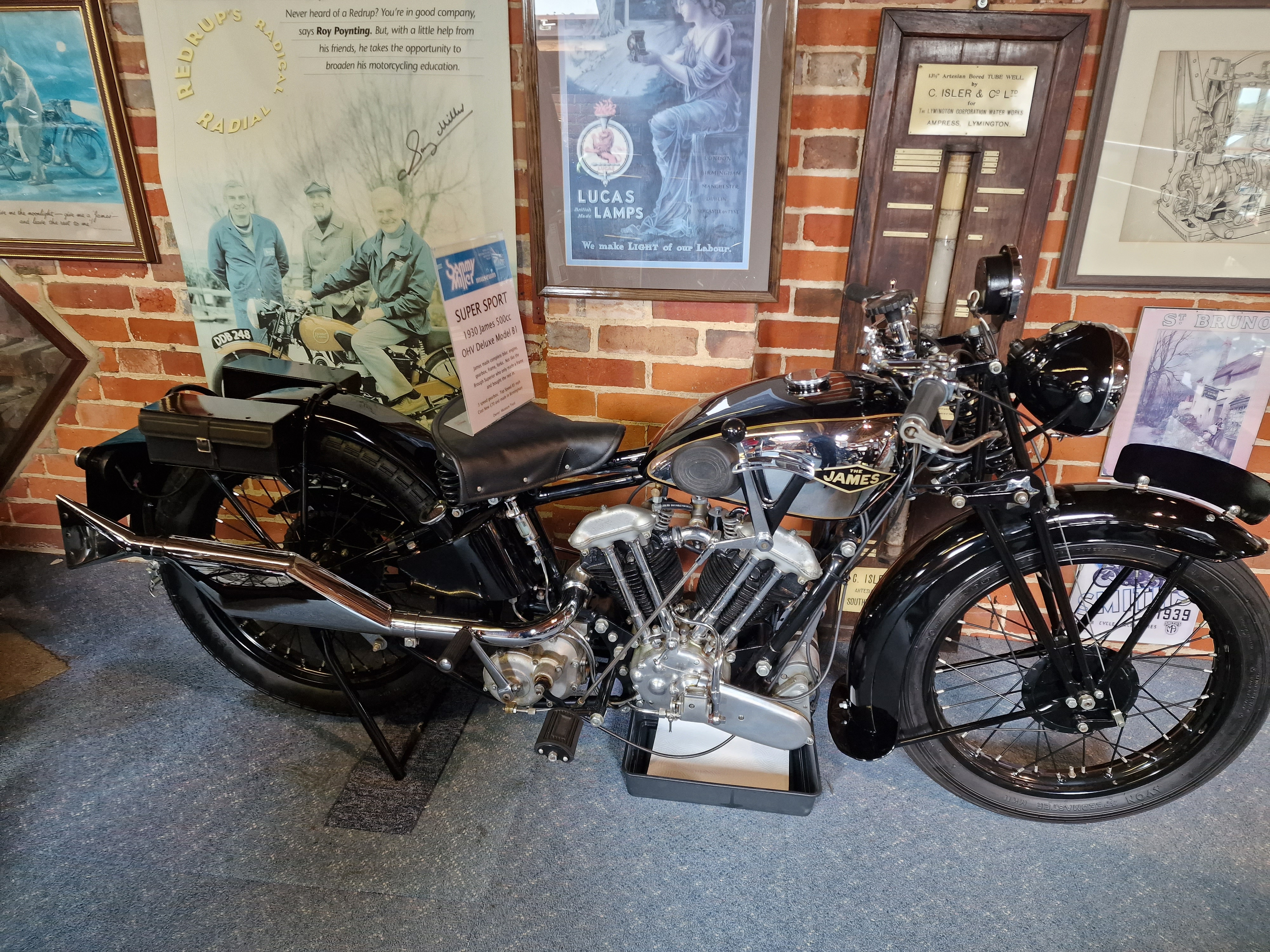
James Model B1 Deluxe Super Sports

Opmerkelijk was dat geen van de modellen in 1930 nog een vierversnellingsbak had. Men ging terug naar drie versnellingen, waardoor de aandrijving van de snelheidsmeter weer door het voorwiel moest gebeuren. Wel hadden alle modellen (uiteraard uitgezonderd het speedwaymodel) een Lucas-elektrische verlichtingsinstallatie. Het Model B1 werd het meest sportieve, met de kopklepmotor, twist grip-bediende Binks-carburateur, verstelbelbare voetsteunen, James-parallellogramvork met frictiedempers, stuurdemper, tankpads, gereedschapsset en bandenpomp. Het luxe-aspect zat in het chroom voor de tank, het stuur, het uitlaatsysteem, de carburateur, versnellingspook en rempedaal. Het Model B2 had de zijklepmotor, maar ook een bagagedrager en alleen de fishtail-dempers van de uitlaat was verchroomd. De tank was gespoten in de normale kleuren crème/zwart. Het Model B3 was het goedkoopst, de bagagedrager moest extra worden betaald, maar het had wel een stuurdemper, tankpads, een gereedschapskit en een bandenpomp. De onderdelen die niet gespoten waren, waren niet verchroomd maar vernikkeld. Het Model B6 was het Speedwaymodel, maar nu met een verstevigd frame en met een bijzondere, dubbele carburateur van Binks, die tussen de cilinders zat en waarvan het luchtfilter (een eenvoudig gaasfilter) onder de carburateur zat. De beschermplaat voor de motor was nu van gaas.

### 1931: Model C1 Flying Ace Deluxe Super Sports, Model C2 Grey Ghost Deluxe Super Sports en Model C3 Deluxe Sports Single
Behalve de toevoeging van typenamen als "Flying Ace" en "Grey Ghost" veranderde er vrij veel aan de James 500cc-modellen. Het Model C1 Flying Ace bleef het luxe sportmodel met kopklepmotor, maar nu met een Amal-carburateur en een Lucas Magdyno 6 volt-installatie die de ontsteking aanstuurde, de loodaccu oplaadde en voor de verlichting (met dim- groot- en achterlicht) zorgde. Ook het kleurenschema veranderde. De standaardkleur van de tank was nu Royal Blue met chroom en goudkleurige biezen, maar men kon ook kiezen voor de twee kleuren James Brown met goudkleurige biezen. Er was nu een aparte olietank, maar nog steeds total loss smering. De luxe-uitrusting bleef gelijk, evenals de chroomdelen. Het Model C2 Grey Ghost behield zijn zijklepmotor en kreeg ook een aparte olietank en de Lucas Magdyno met verlichtingsinstallatie. Ondanks de naam was de tank ook Royal Blue met chroom en goudkleurige biezen, maar het frame en de voorvork waren in pearl grey gespoten. Het model was ook wat luxueuzer geworden nu ook de vernikkelde delen verchroomd waren. Het goedkope "Sports Standard"-model was vervallen. In plaats daarvan verscheen het Model C3 Deluxe Sports Single, met een eencilinder kopklepmotor. Die had James echter niet zelf ontwikkeld, het was de populaire Rudge Python-inbouwmotor, die door tientallen andere merken werd gebruikt. Hoewel het een eencilinder was, was de Python moderner dan de James-motoren, die nog steeds total loss smering met een handpomp hadden, terwijl de Rudge Python een automatisch dry-sumpsysteem had. Verder was de uitrusting conform de James-modellen, met verstelbare voetsteunen, een twist grip, James voorvork met frictiedempers en stuurdemper, tankpads, gereedschapsset en bandenpompje. Opmerkelijk was dat de machine zowel een voorwielstandaard, een achterwielstandaard als een middenbok had. De tank, het stuur, het uitlaatsysteem, de carburateur, versnellingspook en rempedaal waren verchroomd. 

### 1932: Model D1 Deluxe Super Sports Twin en Model D2 Deluxe Super Sports Twin
In 1932 was de Rudge-eencilinder niet meer in het James-programma leverbaar. Er waren nog slechts twee modellen: Model D1 Deluxe Super Sports Twin volgde de C1 Flying Ace op, met de V-twin-kopklepmotor en alle opties met een totaalprijs van 65 pond. Het  Model D2 Deluxe Super Sports Twin had vrijwel dezelfde uitrusting, maar met de zijklepmotor en kostte slechts 57 pond. Bij beide modellen was de transmissiedemper weer naar het achterwiel verhuisd. 

### 1933: Model E2 Flying Ghost
In 1933 waren de kopklepmotoren verdwenen. Het Model E2 Flying Ghost was de opvolger van het Model D2. Er waren niet veel wijzigingen aangebracht. Wel was de carburateur verchroomd en de tank was zwart met gouden biezen. De bagagedrager was afneembaar. Het model had een stuurdemper, tankpads, gereedschapsset en bandenpompje. 

### 1934: Model F2 Super Sports Twin
Met het Model F2 Super Sports Twin veranderde alleen de kleur van de tank: verchroomd met groene flanken en gouden biezen. 

### 1935: Model G2
Het Model G2 was identiek aan het Model F2. Het was het laatste 500cc-model dat James ooit zou maken. Omdat de 350cc-modellen al eerder uit productie waren gegaan waren vanaf 1936 de 250cc-modellen de zwaarste machines die James kon leveren.

## Technische gegevens
| James Model            | 7                                                                                  | 7a                                                                                 | 12 | 12 De Luxe                                         | A1                                                 | A2                                                 | A3                                                 |
| ---------------------- | ---------------------------------------------------------------------------------- | ---------------------------------------------------------------------------------- | --- | -------------------------------------------------- | -------------------------------------------------- | -------------------------------------------------- | -------------------------------------------------- |
| Periode                | 1915-1922                                                                          | 1915-1921                                                                          | 1923-1928                                                                                             | 1924                                               | 1929                                               | 1929                                               | 1929                                               |
| Categorie              | Sportmodel                                                                         | Clubmanracer                                                                       | Sportmodel                                                                                            | Sportmodel                                         | Sportmodel                                         | Sportmodel                                         | Sportmodel                                         |
| Motortype              | Zijklep                                                                            | Zijklep                                                                            | Zijklep                                                                                               | Zijklep                                            | OHV                                                | Zijklep                                            | Zijklep                                            |
| Bouwwijze              | Dwarsgeplaatste 50º V-twin                                                         | Dwarsgeplaatste 50º V-twin                                                         | Dwarsgeplaatste 50º V-twin                                                                            | Dwarsgeplaatste 50º V-twin                         | Dwarsgeplaatste 50º V-twin                         | Dwarsgeplaatste 50º V-twin                         | Dwarsgeplaatste 50º V-twin                         |
| Koeling                | Lucht                                                                              | Lucht                                                                              | Lucht                                                                                                 | Lucht                                              | Lucht                                              | Lucht                                              | Lucht                                              |
| Boring                 | 64 mm                                                                              | 64 mm                                                                              | 64 mm                                                                                                 | 64 mm                                              | 64 mm                                              | 64 mm                                              | 64 mm                                              |
| Slag                   | 77 mm                                                                              | 77 mm                                                                              | 77 mm                                                                                                 | 77 mm                                              | 77,5 mm                                            | 77,5 mm                                            | 77,5 mm                                            |
| Cilinderinhoud         | 494,4 cc                                                                           | 494,4 cc                                                                           | 494,4 cc                                                                                              | 494,4 cc                                           | 498,6 cc                                           | 498,6 cc                                           | 498,6 cc                                           |
| Carburateur(s)         | Amac, B&B of Senspray                                                              | Amac, B&B of Senspray                                                              | Amac, vanaf 1925: Amac of Mills                                                                       | Amac                                               | Binks                                              | Binks                                              | Binks                                              |
| Smeersysteem           | Total loss                                                                         | Total loss                                                                         | Total loss                                                                                            | Total loss                                         | Total loss                                         | Total loss                                         | Total loss                                         |
| Primaire aandrijving   | Ketting                                                                            | Ketting                                                                            | Ketting                                                                                               | Ketting                                            | Ketting                                            | Ketting                                            | Ketting                                            |
| Koppeling              | Meervoudige droge plaat                                                            | Meervoudige droge plaat                                                            | Meervoudige droge plaat                                                                               | Meervoudige droge plaat                            | Meervoudige droge plaat                            | Meervoudige droge plaat                            | Meervoudige droge plaat                            |
| Versnellingen          | 3                                                                                  | 3                                                                                  | 3 | 3                                                  | 4                                                  | 4                                                  | 3                                                  |
| Secundaire aandrijving | Ketting                                                                            | Ketting                                                                            | Ketting                                                                                               | Ketting                                            | Ketting                                            | Ketting                                            | Ketting                                            |
| Rijwielgedeelte        | Open wiegframe                                                                     | Open wiegframe                                                                     | Open wiegframe                                                                                        | Open wiegframe                                     | Open wiegframe                                     | Open wiegframe                                     | Open wiegframe                                     |
| Voorvork               | Druids schommelvoorvork                                                            | Druids schommelvoorvork                                                            | Druids schommelvoorvork, vanaf 1925 met frictiedempers in 1928: Webb-patent girder met frictiedempers | Druids schommelvoorvork                            | James patent parallellogramvork met frictiedempers | James patent parallellogramvork met frictiedempers | James patent parallellogramvork met frictiedempers |
| Achtervork             | Star                                                                               | Star                                                                               | Star                                                                                                  | Star                                               | Star                                               | Star                                               | Star                                               |
| Remmen                 | Velgrem voor, dummy belt rim brake achter Vanaf 1922: Velgrem voor, bandrem achter | Velgrem voor, dummy belt rim brake achter Vanaf 1922: Velgrem voor, bandrem achter | Velgrem voor, bandrem achter, vanaf 1924: trommelremmen                                               | Trommelremmen                                      | Trommelremmen                                      | Trommelremmen                                      | Trommelremmen                                      |
| Tankinhoud             | 7 liter                                                                            | 7 liter                                                                            | 9 liter, in 1928: 8 liter                                                                             | 9 liter                                            | Onbekend                                           | Onbekend                                           | Onbekend                                           |
| James Model            | A10                                                                                | B1                                                                                 | B2 | B3                                                 | B6                                                 | C1                                                 | C2                                                 |
| Periode                | 1929                                                                               | 1930                                                                               | 1930                                                                                                  | 1930                                               | 1930                                               | 1931                                               | 1931                                               |
| Categorie              | Speedwayracer                                                                      | Sportmodel                                                                         | Sportmodel                                                                                            | Sportmodel                                         | Speedwayracer                                      | Sportmodel                                         | Sportmodel                                         |
| Motortype              | OHV                                                                                | OHV                                                                                | Zijklep                                                                                               | Zijklep                                            | OHV                                                | OHV                                                | Zijklep                                            |
| Bouwwijze              | 50º V-twin                                                                         | 50º V-twin                                                                         | 50º V-twin                                                                                            | 50º V-twin                                         | 50º V-twin                                         | 50º V-twin                                         | 50º V-twin                                         |
| Koeling                | Lucht                                                                              | Lucht                                                                              | Lucht                                                                                                 | Lucht                                              | Lucht                                              | Lucht                                              | Lucht                                              |
| Boring                 | 64 mm                                                                              | 64 mm                                                                              | 64 mm                                                                                                 | 64 mm                                              | 64 mm                                              | 64 mm                                              | 64 mm                                              |
| Slag                   | 77,5 mm                                                                            | 77,5 mm                                                                            | 77,5 mm                                                                                               | 77,5 mm                                            | 77,5 mm                                            | 77,5 mm                                            | 77,5 mm                                            |
| Cilinderinhoud         | 498,6 cc                                                                           | 498,6 cc                                                                           | 498,6 cc                                                                                              | 498,6 cc                                           | 498,6 cc                                           | 498,6 cc                                           | 498,6 cc                                           |
| Carburateur(s)         | Binks                                                                              | Binks                                                                              | Binks                                                                                                 | Binks                                              | Binks                                              | Amal                                               | Amal                                               |
| Smeersysteem           | Total loss                                                                         | Total loss                                                                         | Total loss                                                                                            | Total loss                                         | Total loss                                         | Total loss                                         | Total loss                                         |
| Primaire aandrijving   | Ketting                                                                            | Ketting                                                                            | Ketting                                                                                               | Ketting                                            | Ketting                                            | Ketting                                            | Ketting                                            |
| Koppeling              | Meervoudige droge plaat                                                            | Meervoudige droge plaat                                                            | Meervoudige droge plaat                                                                               | Meervoudige droge plaat                            | Meervoudige droge plaat                            | Meervoudige droge plaat                            | Meervoudige droge plaat                            |
| Versnellingen          | 1                                                                                  | 3                                                                                  | 3 | 3                                                  | 1                                                  | 3                                                  | 3                                                  |
| Secundaire aandrijving | Ketting                                                                            | Ketting                                                                            | Ketting                                                                                               | Ketting                                            | Ketting                                            | Ketting                                            | Ketting                                            |
| Rijwielgedeelte        | Open wiegframe                                                                     | Open wiegframe                                                                     | Open wiegframe                                                                                        | Open wiegframe                                     | Open wiegframe                                     | Open wiegframe                                     | Open wiegframe                                     |
| Voorvork               | James Speedwayvork                                                                 | James patent parallellogramvork met frictiedempers                                 | James patent parallellogramvork met frictiedempers                                                    | James patent parallellogramvork met frictiedempers | James Speedwayvork                                 | James patent parallellogramvork met frictiedempers | James patent parallellogramvork met frictiedempers |
| Achtervork             | Star                                                                               | Star                                                                               | Star                                                                                                  | Star                                               | Star                                               | Star                                               | Star                                               |
| Remmen                 | Geen                                                                               | Trommelremmen                                                                      | Trommelremmen                                                                                         | Trommelremmen                                      | Geen                                               | Trommelremmen                                      | Trommelremmen                                      |
| James Model            | C3                                                                                 | D1                                                                                 | D2 | E2                                                 | F2                                                 | G2                                                 |                                                    |
| Periode                | 1931                                                                               | 1932                                                                               | 1932                                                                                                  | 1933                                               | 1934                                               | 1935                                               |                                                    |
| Categorie              | Sportmodel                                                                         | Sportmodel                                                                         | Sportmodel                                                                                            | Sportmodel                                         | Sportmodel                                         | Sportmodel                                         |                                                    |
| Motortype              | OHV                                                                                | OHV                                                                                | Zijklep                                                                                               | Zijklep                                            | Zijklep                                            | Zijklep                                            |                                                    |
| Bouwwijze              | Dwarsgeplaatste staande eencilinder                                                | Dwarsgeplaatste 50º V-twin                                                         | Dwarsgeplaatste 50º V-twin                                                                            | Dwarsgeplaatste 50º V-twin                         | Dwarsgeplaatste 50º V-twin                         | Dwarsgeplaatste 50º V-twin                         |                                                    |
| Koeling                | Lucht                                                                              | Lucht                                                                              | Lucht                                                                                                 | Lucht                                              | Lucht                                              | Lucht                                              |                                                    |
| Boring                 | 85 mm                                                                              | 64 mm                                                                              | 64 mm                                                                                                 | 64 mm                                              | 64 mm                                              | 64 mm                                              |                                                    |
| Slag                   | 88 mm                                                                              | 77,5 mm                                                                            | 77,5 mm                                                                                               | 77,5 mm                                            | 77,5 mm                                            | 77,5 mm                                            |                                                    |
| Cilinderinhoud         | 499,4 cc                                                                           | 498,6 cc                                                                           | 498,6 cc                                                                                              | 498,6 cc                                           | 498,6 cc                                           | 498,6 cc                                           |                                                    |
| Carburateur(s)         | Amal                                                                               | Amal                                                                               | Amal                                                                                                  | Binks                                              | Binks                                              | Amal                                               |                                                    |
| Smeersysteem           | dry-sump                                                                           | Total loss                                                                         | Total loss                                                                                            | Total loss                                         | Total loss                                         | Total loss                                         |                                                    |
| Primaire aandrijving   | Ketting                                                                            | Ketting                                                                            | Ketting                                                                                               | Ketting                                            | Ketting                                            | Ketting                                            |                                                    |
| Koppeling              | Onbekend                                                                           | Meervoudige droge plaat                                                            | Meervoudige droge plaat                                                                               | Meervoudige droge plaat                            | Meervoudige droge plaat                            | Meervoudige droge plaat                            |                                                    |
| Versnellingen          | 3                                                                                  | 3                                                                                  | 3 | 3                                                  | 3                                                  | 3                                                  |                                                    |
| Secundaire aandrijving | Ketting                                                                            | Ketting                                                                            | Ketting                                                                                               | Ketting                                            | Ketting                                            | Ketting                                            |                                                    |
| Rijwielgedeelte        | Open wiegframe                                                                     | Open wiegframe                                                                     | Open wiegframe                                                                                        | Open wiegframe                                     | Open wiegframe                                     | Open wiegframe                                     |                                                    |
| Voorvork               | James patent parallellogramvork met frictiedempers                                 | James patent parallellogramvork met frictiedempers                                 | James patent parallellogramvork met frictiedempers                                                    | James patent parallellogramvork met frictiedempers | James patent parallellogramvork met frictiedempers | James patent parallellogramvork met frictiedempers |                                                    |
| Achtervork             | Star                                                                               | Star                                                                               | Star                                                                                                  | Star                                               | Star                                               | Star                                               |                                                    |
| Remmen                 | Trommelrem                                                                         | Trommelrem                                                                         | Trommelrem                                                                                            | Trommelrem                                         | Trommelrem                                         | Trommelrem                                         |                                                    |